# Ботвинник, Абрам Менделевич
Абрам Менделевич Ботвинник (1909—1970) — советский военачальник, полковник.

## Биография
Родился в 1909 году в еврейской семье.
В Красной армии с 1928 года. Член ВКП(б)/КПСС с 1931 года.
Участник Отечественной войны с 27 июня 1941 года. В должности командира 13-го артиллерийского полка 1-й Пролетарской мотострелковой Московской дивизии — с 8 августа 1941 года. В 1942 году гвардии подполковник Ботвинник А. М. был выдвинут на должность начальника артиллерии той же дивизии вместо убывшего с повышением гвардии полковника Холодного. Получил ранения в феврале и марте 1942 года.
В 1942—1943 годах гвардии полковник Ботвинник А. М. — командующий артиллерией 1-й гвардейской мотострелковой Краснознаменной Московской дивизии. С 1944 года — командующий артиллерией 8-го стрелкового корпуса.
В 1941 году под Оршей А. М. Ботвинник прославился тем, что самостоятельно захватил настоящего немецкого диверсанта в форме советского майора.
Умер в 1970 году в Волгограде.

## Награды
- Награждён орденом Ленина (1954), 3 орденами Красного Знамени (20.12.1941, 19.04.1942), 2 Кутузова II-й степени (22.07.1944, 15.04.1945), Отечественной войны I-й степени (01.09.1943), Красной Звезды (02.11.1944), а также медалями, среди которых «За оборону Москвы» (01.05.1944).